# دفاع مدنی

نشانه متمایز بین‌المللی دفاع مدنی، تعریف شده توسط قوانین حقوق بین‌الملل بشردوستانه و به عنوان علامت محافظتی مورد استفاده قرار می‌گیرد

دفاع مدنی یا حفاظت شهری تلاشی برای محافظت از شهروندان یک دولت (عموماً غیر نظامیان) در برابر حملات نظامی و بلایای طبیعی است. از اصول عملیات اضطراری استفاده می‌کند: پیشگیری، کاهش، آماده‌سازی، پاسخ یا تخلیه اضطراری و بازیابی. برنامه‌هایی از این دست ابتدا حداقل در دهه ۱۹۲۰ مورد بحث قرار گرفت و در دهه ۱۹۳۰ با افزایش تهدید جنگ و بمباران هوایی در برخی کشورها اجرا شد. این مسئله پس از تحقق تهدید تسلیحات هسته ای گسترده شد. از زمان پایان جنگ سرد، تمرکز دفاع مدنی تا حد زیادی از حمله نظامی به موارد اضطراری و بلایا به‌طور کلی تغییر کرده‌است. مفهوم جدید با اصطلاحات متعددی توصیف شده‌است که هر یک از آنها طیف معنایی خاص خود را دارند، از جمله مدیریت بحران، مدیریت اضطراری، آمادگی اضطراری، برنامه‌ریزی برای حوادث، حوادث اجتماعی، کمک های مدنی و حفاظت مدنی.
در بعضی از کشورها، به‌طور کلی دفاع مدنی به عنوان بخش اصلی دفاع در نظر گرفته می‌شود. به عنوان مثال، کلمه سوئدی totalförsvar (دفاع کامل) به تعهد طیف گسترده‌ای از منابع ملی برای دفاع از آن اشاره دارد، از جمله حفاظت از همه جنبه‌های زندگی غیرنظامی. برخی کشورها دفاع مدنی را در راستای خطوط شبه نظامی ترتیب داده‌اند، یا آن را در داخل نیروهای مسلح، مانند نیروهای دفاعی مدنی اتحاد جماهیر شوروی (Войска гражданской обороны) گنجانیده‌اند.

## تاریخ

### سرچشمه‌ها

#### انگلستان

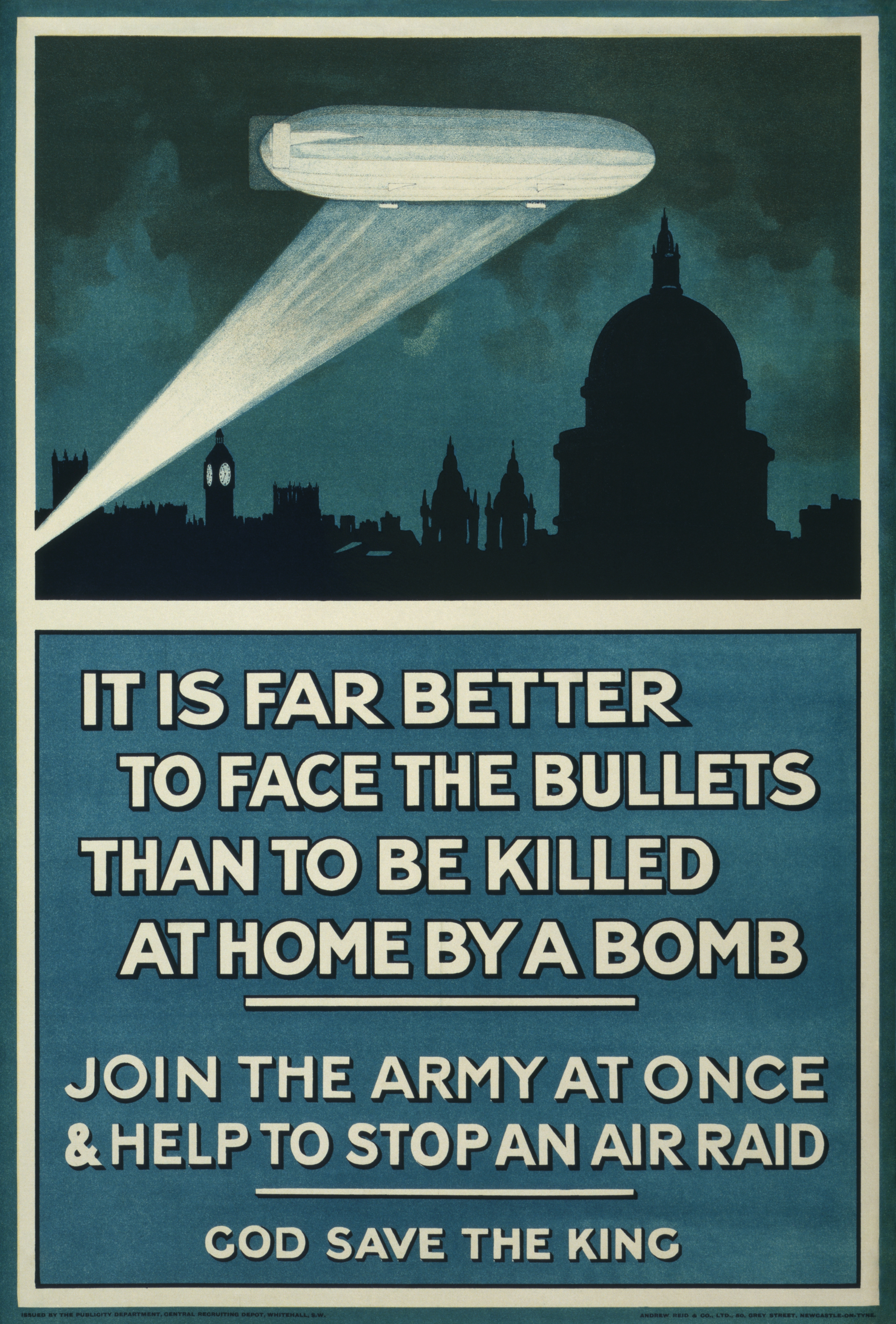
پوستر جنگ جهانی اول انگلیس که توجه به تهدید ناشی از بمباران هوایی توسط زپلین آلمانی را نشان می‌دهد.

ظهور دفاع مدنی با تجربه بمباران مناطق غیرنظامی در طول جنگ جهانی اول شروع شد. بمباران انگلستان در ۱۹ ژانویه ۱۹۱۵ هنگامی آغاز شد که زپلین آلمانی بمبها را در منطقه گریت یارموت انداختند و شش نفر را به قتل رساندند. عملیات بمباران آلمانی جنگ جهانی اول به طرز شگفت‌انگیزی مؤثر بود. ویرانگرترین حملات منجر به ۱۲۱ تلفات برای هر تن از بمب‌ها شد. این رقم بعنوان پایه ای برای پیش‌بینی‌ها مورد استفاده قرار گرفت.

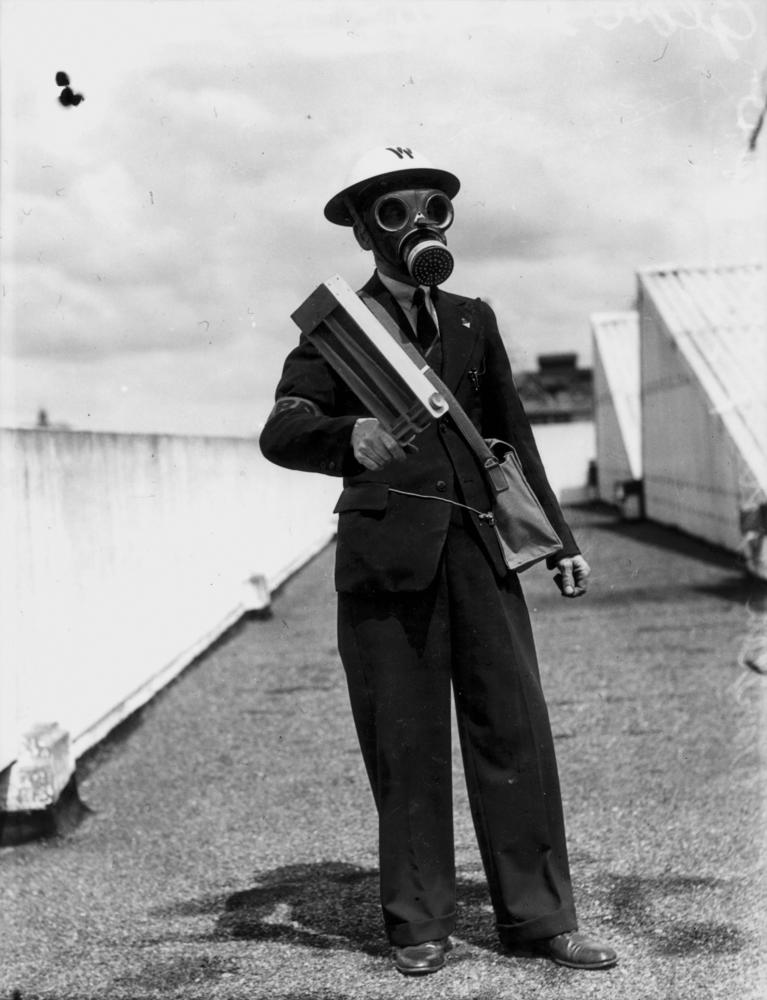
تست تجهیزات در اکتبر سال ۱۹۴۲ در بریسبان

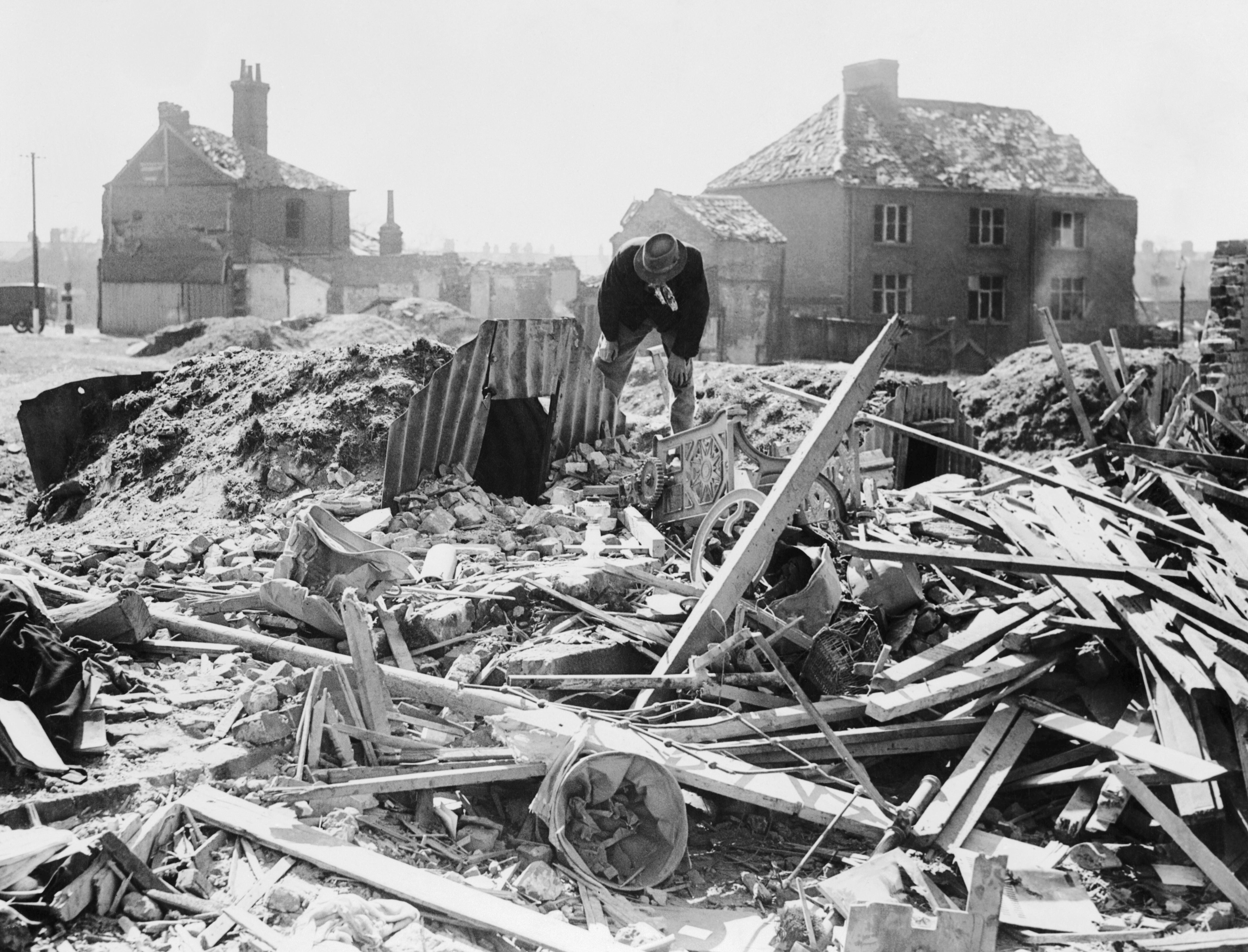
پناهگاه‌های اندرسون در آماده‌سازی برای بمباران هوایی توسط مقامات دفاع مدنی به‌طور گسترده در انگلستان توزیع شد.

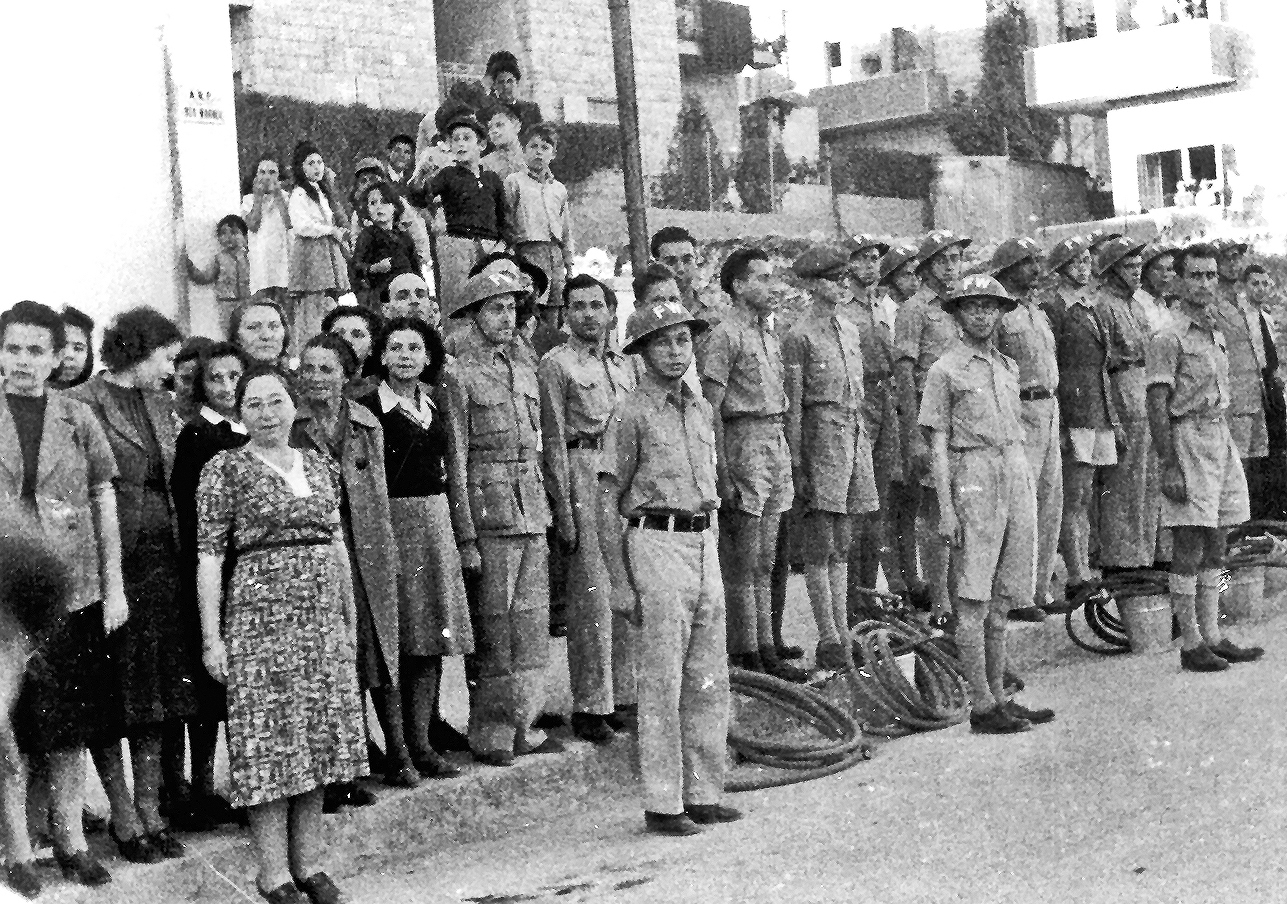
گروه دفاع مدنی یهودیان در اورشلیم در سال ۱۹۴۲.

#### ایالات متحده
در ایالات متحده، دفتر دفاع مدنی در ماه مه ۱۹۴۱ برای هماهنگی اقدامات دفاعی غیرنظامی تأسیس شد. این سازمان با وزارت ارتش هماهنگ بود و گروه‌های مشابهی با ARP انگلیس تأسیس کرد. یکی از این گروه‌ها که امروز وجود دارد، گشت هوایی غیرنظامی است که در ابتدا به عنوان یک کمکی غیرنظامی ارتش ایجاد شده‌است. CAP در اول دسامبر سال ۱۹۴۱ با مأموریت اصلی دفاع مدنی جستجو و نجات ایجاد شد. CAP همچنین دو زیردریایی آکزیز را غرق کرد و شناسایی هوایی برای کشتی‌های تجاری متفقین و بی‌طرف را فراهم کرد. در سال ۱۹۴۶، گشت هوایی غیرنظامی از مبارزه با قانون عمومی ۷۹–۴۷۶ منع شد. CAP سپس مأموریت فعلی خود را دریافت کرد: جستجو و نجات هواپیماهای سقوط کرده هنگامی که نیروی هوایی ایجاد شد، در سال ۱۹۴۷، گشت هوایی غیرنظامی کمکی نیروی هوایی شد.
کمکی گارد ساحلی نقش مشابهی را در حمایت از گارد ساحلی ایالات متحده ایفا می‌کند. مانند گشت هوایی غیرنظامی، کمکی گارد ساحلی تا زمان جنگ جهانی دوم تأسیس شد. کمکی‌ها بعضی اوقات در طول جنگ مسلح بودند و به‌طور گسترده در عملیات امنیتی بندر شرکت می‌کردند. پس از جنگ، کمکی تمرکز خود را به ارتقاء ایمنی قایقرانی و کمک به گارد ساحلی در انجام جستجو و نجات و ایمنی دریایی و حفاظت از محیط زیست تغییر داد.

### عصر اتم

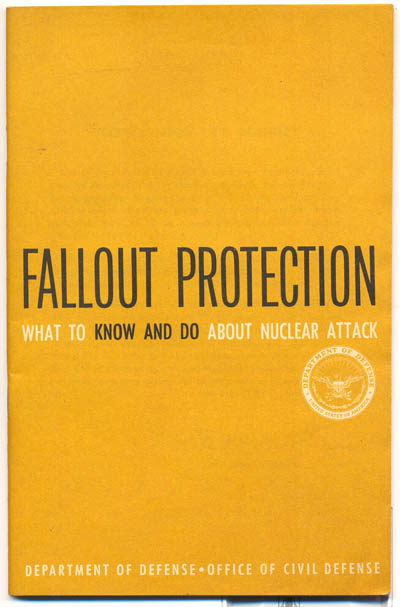
ادبیات دفاع مدنی مانند محافظت از Fallout در دوران جنگ سرد رایج بود.

در بیشتر کشورهای عضو سازمان پیمان آتلانتیک شمالی مانند ایالات متحده، انگلیس و آلمان غربی و همچنین بلوک اتحاد جماهیر شوروی و به ویژه در کشورهای بی‌طرف مانند سوئیس و سوئد در دهه‌های ۱۹۵۰ و ۱۹۶۰، بسیاری از شیوه‌های دفاع مدنی برای آماده‌سازی برای پس از جنگ هسته ای تمرین می‌شد، که در آن زمان کاملاً محتمل به نظر می‌رسید.
در انگلستان، سرویس دفاع مدنی در سال ۱۹۴۵ منحل شد و پس از آن در سال ۱۹۴۶ توسط ARP. با شروع تنش‌های فزاینده بین شرق و غرب، این سرویس در سال ۱۹۴۹ به عنوان سپاه مدنی احیا شد که قرار بود به عنوان یک سازمان داوطلبانه غیرنظامی، اساساً با پیش‌بینی یک حمله هسته ای جنگ سرد انجام وظیفه کند.
در ایالات متحده، قدرت خالص سلاح‌های هسته ای و احتمال درک چنین حمله باعث افزایش واکنش بیشتر از آنچه که هنوز در دفاع مدنی مورد نیاز بود، شد. دفاع مدنی، که قبلاً گامی مهم و متداول به حساب می‌آمد، در فضای جنگ سرد تفرقه افکنانه و بحث‌برانگیز شد. در سال ۱۹۵۰، هیئت منابع امنیت ملی یک سند ۱۶۲ صفحه ای ایجاد کرد که به تشریح یک ساختار دفاعی مدنی برای ایالات متحده با نام «کتاب آبی» توسط متخصصان دفاع مدنی انجامید که به عنوان الگویی برای قانونگذاری و سازماندهی برای ۴۰ سال بعد مورد استفاده قرار گرفت.

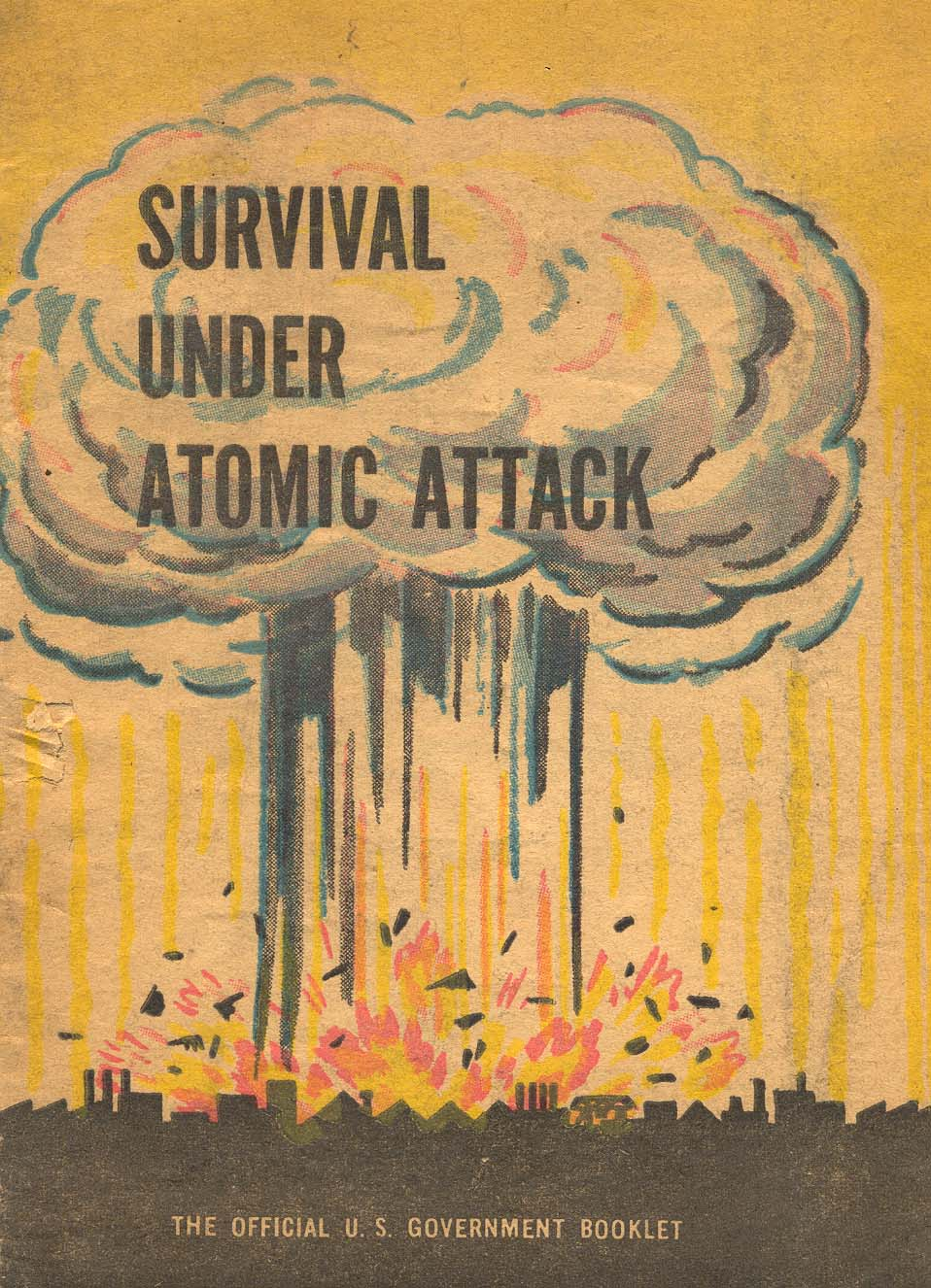
ادبیات دفاع مدنی مانند Survival Under Atomic Attack در دوران جنگ سرد رایج بود.

ذخایر هسته ای ایالات متحده و اتحاد جماهیر شوروی / روسیه، تعداد کل بمب هسته ای / کلاهک هسته ای در طول جنگ سرد و دوران پس از جنگ سرد وجود دارد. با این حال، کل سلاح‌های استراتژیک مستقر در ایالات متحده و «روسیه» (آماده استفاده) به مراتب کمتر از این بود، و در دهه ۱۹۸۰ به حداکثر حدود ۱۰۰۰۰ عدد از این تعداد رسید.

رئیس‌جمهور ایالات متحده کندی (۱۹۶۱–۱۹۶۳) تلاش جاه طلبانه ای را برای نصب پناهگاه در سراسر ایالات متحده آغاز کرد. این پناهگاه‌ها در برابر انفجار و گرمای تسلیحات هسته ای محافظت نمی‌کنند، اما برخی برای محافظت در برابر اثرات تابشی که هفته‌ها به طول می‌انجامد کاربرد دارد.
برخلاف رویکرد عمدتاً غیرمتعارف در ناتو، با توقف و شروع به دفاع مدنی بسته به هوی و هوس هر دولت تازه انتخاب شده، اتحاد جماهیر شوروی استراتژی نظامی پایدارتری برگزید که جنگ هسته ای برنده را برای شوروی ممکن می‌ساخت سربازان دفاع مدنی اتحاد جماهیر شوروی نقش اصلی را در عملیات عظیم نجات پس از سانحه هسته ای چرنوبیل در سال ۱۹۸۶ بازی کردند. مأمورین محافظت از نیروهای دفاعی رسماً از سراسر اتحاد جماهیر شوروی به منظور پیوستن به کارگروه چرنوبیل بسیج شدند و براساس تیپ دفاع مدنی کیف تشکیل شدند. این کارگروه وظایف پرخطر را انجام داد. ۵۶ نفر از کشته شدگان این سانحه سربازان دفاعی غیرنظامی بودند.

### افول

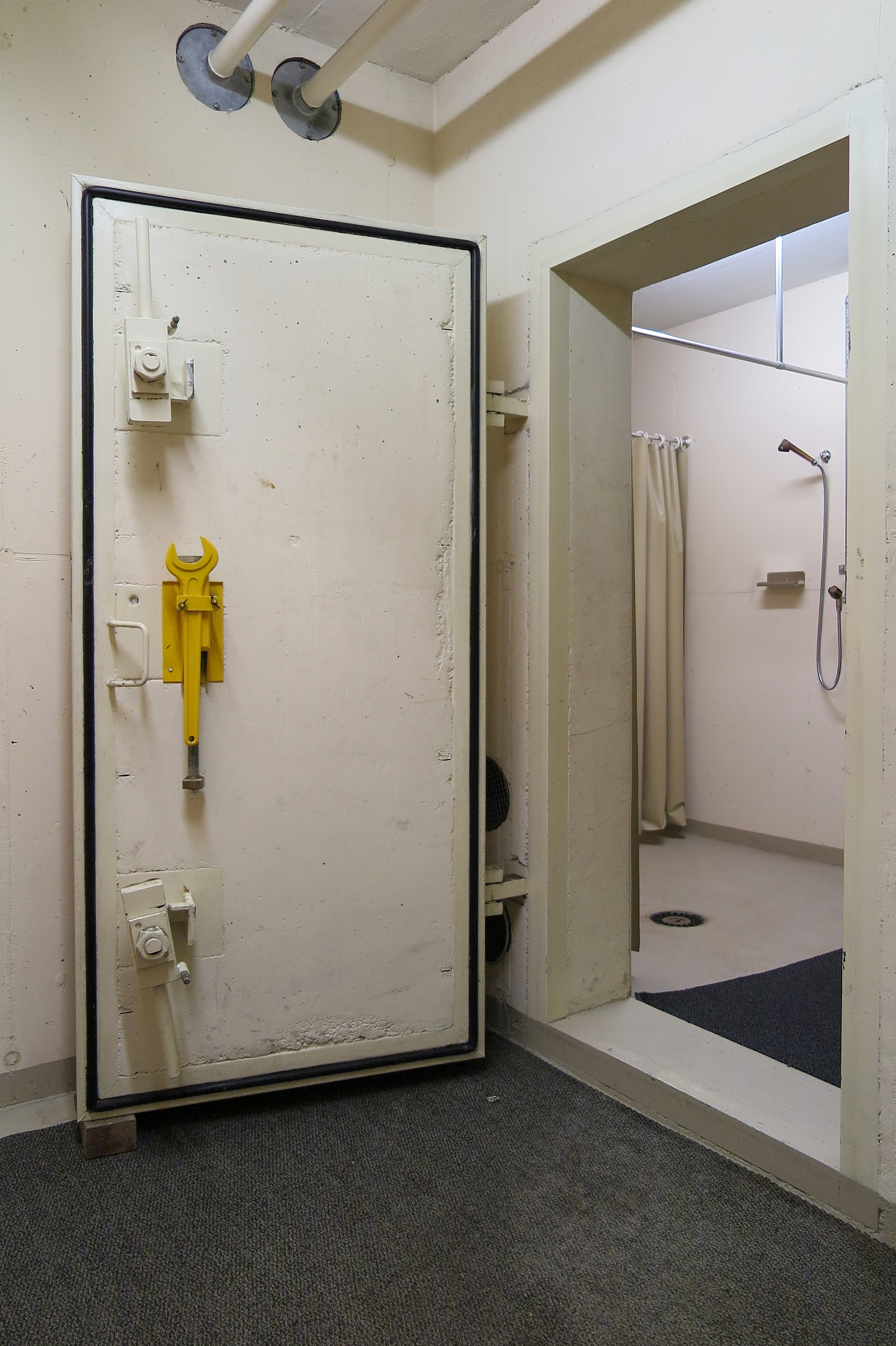
در بتنی یک پناهگاه احتمالی حفاظت مدنی در سوئیس. در سال ۲۰۰۶، حدود ۳۰۰۰۰۰ پناهگاه در ساختمان‌های خصوصی و عمومی برای کل ۸٫۶ میلیون مکان وجود داشت که ۱۱۴٪ از جمعیت سوئیس را پوشش می‌داد.

در کشورهای غربی هیچگاه سیاستهای دفاعی مدنی به درستی اجرا نشده‌است، زیرا اساساً با دکترین «نابودی حتمی طرفین» (MAD) جایی برای پیش‌بینی برای بازماندگان باقی نمی‌گذاشت. همچنین فرض بر این بود که یک دفاع کامل تمام عیار ارزش هزینه‌های کلان را ندارد. به هر دلیلی، عموم تلاش‌های دفاع مدنی را اساساً در برابر نیروهای مخرب قدرتمند سلاح‌های هسته ای و بنابراین اتلاف وقت و هزینه، ناکارآمد می‌دانند، اگرچه برنامه‌های تحقیقاتی تفصیلی علمی، زیربنای جزوه‌های دولتی بسیار مسخره دفاع مدنی دولتها در دهه ۱۹۵۰ و ۱۹۶۰ بود.

### امروز
بسیاری از کشورها هنوز یک سپاه ملی مدنی را در اختیار دارند، که معمولاً مختصراً برای کمک به موارد اضطراری در مقیاس وسیع از قبیل سیل، زلزله، تهاجم یا اختلالات مدنی در اختیار دارند.
پس از حملات ۱۱ سپتامبر در ۲۰۰۱، در ایالات متحده مفهوم دفاع مدنی تحت عنوان چتر امنیت میهن و مدیریت اضطراری همه خطرها مورد تجدید نظر قرار گرفته‌است.
در اروپا، آرم مثلث CD همچنان به‌طور گسترده استفاده می‌شود. آرم قدیمی دفاع مدنی ایالات متحده تا سال ۲۰۰۶ در آرم FEMA استفاده می‌شد و در آرم گشت هوایی غیرنظامی ایالات متحده ذکر شده‌است. در سال ۲۰۰۶، انجمن ملی مدیریت اضطراری - یک سازمان آمریکایی متشکل از مدیران اضطراری ایالتی - رسماً آرم مثلث دفاع مدنی را بازنشسته کرد و آن را با آرم EM (بیانگر Emergency management) جایگزین کرد. با این حال، این نام و آرم توسط دفاع مدنی ایالت هاوایی و گوام همچنان مورد استفاده قرار می‌گیرد.

## اهمیت
سرمایه‌گذاری‌های نسبتاً ناچیز در زمینه آماده‌سازی می‌توانند بازیابی را ماه‌ها یا سالها سرعت دهند و از این طریق باعث پیشگیری از مرگ میلیون‌ها نفر در اثر گرسنگی، سرماخوردگی و بیماری شوند. براساس تئوری سرمایه انسانی در اقتصاد، جمعیت یک کشور از همه زمین‌ها، کارخانه‌ها و سایر دارایی‌هایی که در اختیار دارد با ارزش تر است. مطابق علم روانشناسی، برای مردم مهم است که احساس کنند که سرنوشت خود را کنترل می‌کنند، و آمادگی برای عدم اطمینان از طریق دفاع مدنی می‌تواند به دستیابی به این هدف کمک کند.

## مراحل

### کاهش
کاهش، روند پیشگیری فعال از جنگ یا انتشار سلاح‌های هسته ای است. این شامل تجزیه و تحلیل سیاست، دیپلماسی، اقدامات سیاسی، خلع سلاح هسته ای و واکنش‌های نظامی بیشتری مانند دفاع موشکی ملی و توپخانه پدافند هوایی است. در مورد ضد تروریسم، کاهش شامل دیپلماسی، جمع‌آوری اطلاعات و اقدام مستقیم علیه گروه‌های تروریستی است. کاهش همچنین ممکن است در برنامه‌ریزی‌های طولانی مدت مانند طراحی سیستم بزرگراه بین شهری و قرار دادن پایگاه‌های نظامی دورتر از مناطق پرجمعیت منعکس شود.

### آماده‌سازی
آماده‌سازی شامل ساختن پناهگاه‌های انفجار و اطلاعات تعیین موقعیت، منابع و زیرساخت‌های اضطراری است. به عنوان مثال، اکثر شهرهای بزرگ ایالات متحده اکنون دارای مراکز عملیاتی اضطراری زیرزمینی هستند که می‌توانند هماهنگی دفاع مدنی را انجام دهند. FEMA همچنین دارای امکانات زیرزمینی بسیاری برای همین منظور است که در نزدیکی راه‌آهنهای اصلی مانند دنتون، تگزاس و ویرجینیا واقع شده‌است.

### واکنش
این پاسخ ابتدا هشدار به غیرنظامیان است تا بتوانند وارد پناهگاه‌های احتمالی شوند و از دارایی محافظت کنند.
پاسخگویی به کارکنان همیشه مملو از مشکلات در مواقع اضطراری دفاع ملکی است. پس از حمله، خدمات اضطراری تمام وقت معمولی به‌طور چشمگیری بارگیری می‌شوند، با زمان پاسخگویی در برابر آتش‌سوزی معمولی که اغلب بیش از چند روز است. برخی توانایی‌ها توسط ادارات محلی و ایالتی حفظ می‌شود و ذخیره ویژه اضطراری توسط واحدهای نظامی ویژه، بویژه امور عمرانی، پلیس نظامی، وکلای دادگستری و مهندسین رزم فراهم می‌شود.
با این حال، پاسخ سنتی به حمله گسترده به مراکز جمعیت غیرنظامی، حفظ نیروی آموزش دیده جمعی از کارگران اورژانس داوطلب است. مطالعات انجام شده در جنگ جهانی دوم نشان داد که افراد غیرنظامی آموزش دیده (۴۰ ساعت یا کمتر) در تیمهای سازمان یافته می‌توانند تا ۹۵٪ موارد اضطراری را هنگام آموزش، برقراری ارتباط و پشتیبانی از طرف دولت محلی انجام دهند. در این طرح، جمعیت خود را از اکثر شرایط نجات می‌دهند و اطلاعات را برای اولویت بندی خدمات اضطراری حرفه ای در اختیار اداره مرکزی قرار می‌دهند.
در دهه ۱۹۹۰ این مفهوم توسط اداره آتش‌نشانی لس آنجلس برای مقابله با شرایط اضطراری غیرنظامی مانند زلزله احیا شد. این برنامه به‌طور گسترده‌ای پذیرفته شد و شرایط استانداردی را برای سازمان فراهم کرد. در ایالات متحده، این اکنون سیاست رسمی فدرال است، و توسط تیم‌های پاسخگویی اضطراری جامعه، تحت وزارت امنیت میهن، که برنامه‌های آموزشی توسط دولت‌های محلی را تأیید می‌کند، انجام می‌شود و «کارمندان سرویس بلایای مجاز» را که چنین آموزش‌هایی را انجام می‌دهند، ثبت می‌کند.

### بهبود
بازیابی شامل بازسازی زیرساخت‌های آسیب دیده، ساختمان‌ها و تولید است. مرحله بهبودی طولانی‌ترین و در نهایت گران‌ترین مرحله است. پس از گذشت «بحران» فوری، همکاری از بین می‌رود و تلاش‌های بهبودی اغلب سیاسی می‌شوند یا به عنوان فرصت‌های اقتصادی تلقی می‌شوند.
آماده‌سازی برای بهبودی می‌تواند بسیار مفید باشد. اگر منابع کاهش پیش از حمله پراکنده شوند، می‌توان از آبشارهای ناکامی‌های اجتماعی جلوگیری کرد. یکی از محافظت در برابر آسیب پل در شهرهای رودخانه، یارانه دادن به «کشتی توریستی» است که سفرهای منظره روی رودخانه را انجام می‌دهد. هنگامی که یک پل در حال سقوط است، کشتی بار را می‌گیرد.

آرم قدیمی دفاع مدنی ایالات متحده. مثلث تأکید بر فلسفه ۳ مرحله ای دفاع مدنی که قبل از بنیاد FEMA و مدیریت جامع اضطراری مورد استفاده قرار گرفته بود.